# غار شولگان-تاش

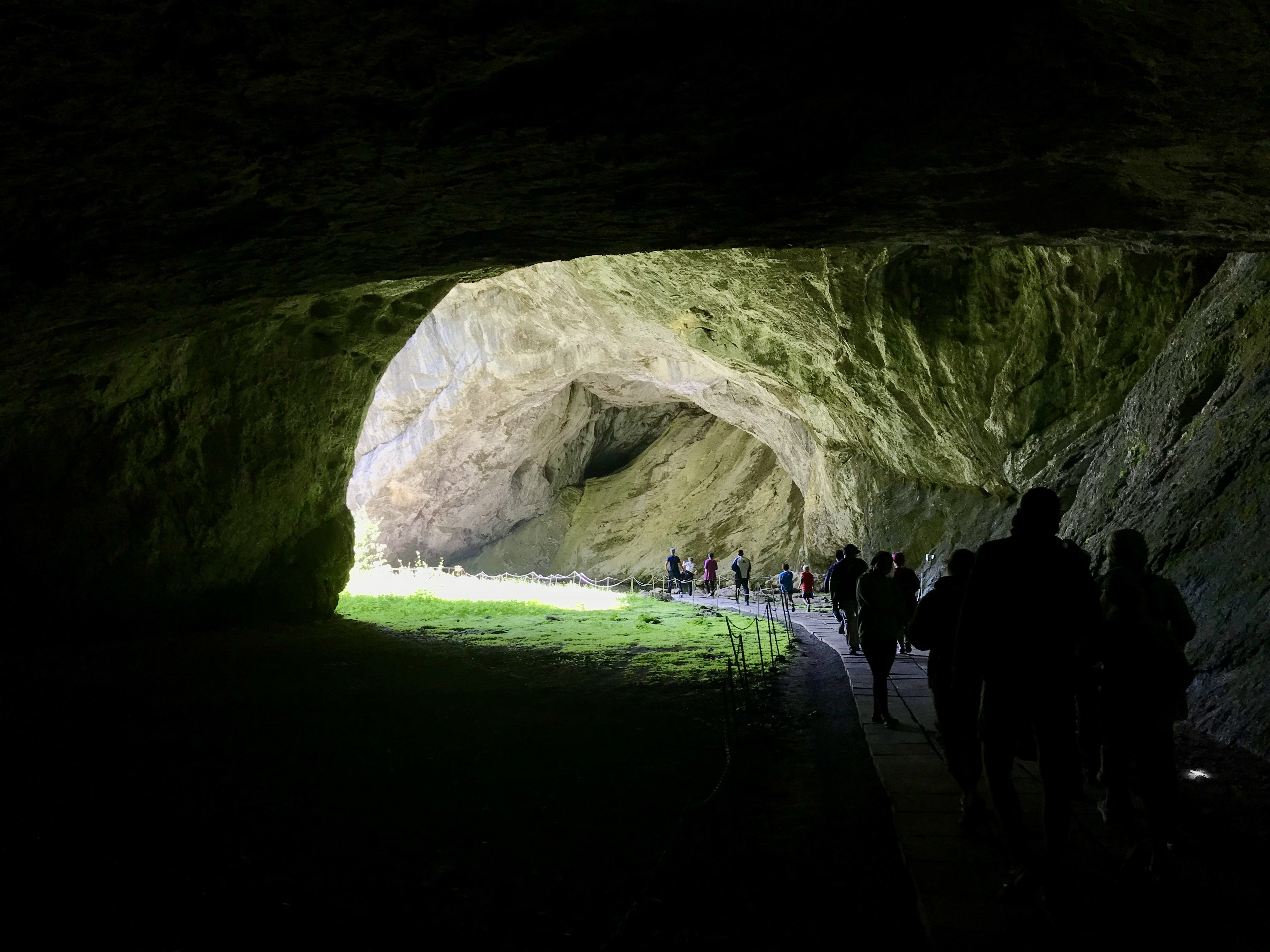
پورتال غار کاپووا

غار شولگان تاش (باشقیری: Шүлгәнташ، ت. «Shylgəntash»، همچنین به عنوان غار کاپووا (روسی: Капова пещера، آوانگاری Kopova peshchera) یک غار از جنس کارست آهکی در منطقه بورزیانسکی در باشقیرستان روسیه است. این غار که در جنوب کوه‌های اورال واقع شده است، حدود ۲۰۰ کیلومتر (۱۲۰ مایل) جنوب شرقی اوفا قرار دارد. این غار بر روی رودخانه بلایا در ذخیره‌گاه طبیعی شولگان تاش قرار دارد و بیشتر به خاطر نقاشی‌ها و غارنگاره‌های سنگی ۱۶۰۰۰ ساله دوران پارینه سنگی فوقانی شناخته شده است و شامل شمالی‌ترین نقاشی‌های باستانی است که شناسایی شده‌اند.